# Fritillaria lusitanica
Fritillaria lusitanica är en liljeväxtart som beskrevs av Johan Emanuel Wikström. Fritillaria lusitanica ingår i Klockliljesläktet och i familjen liljeväxter. Inga underarter finns listade.

## Bildgalleri

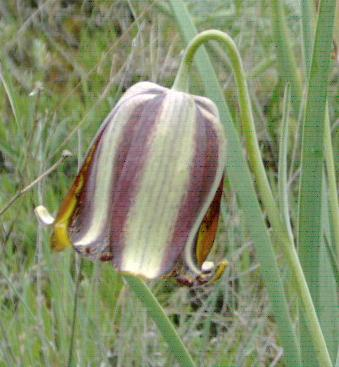
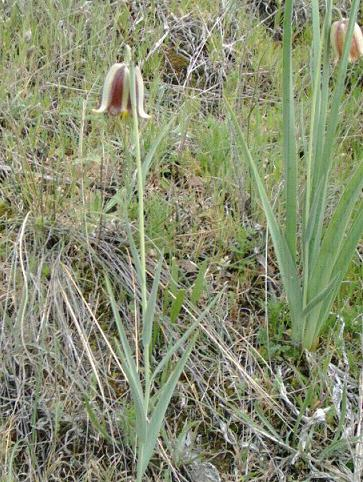
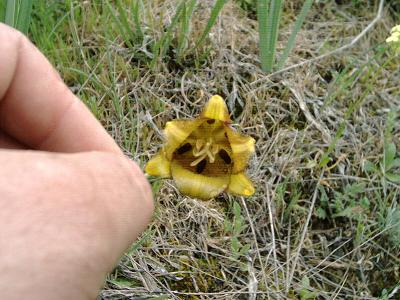
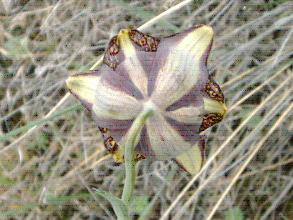
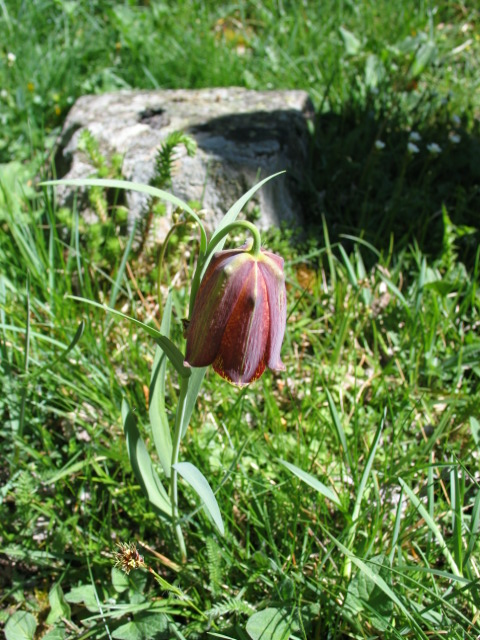
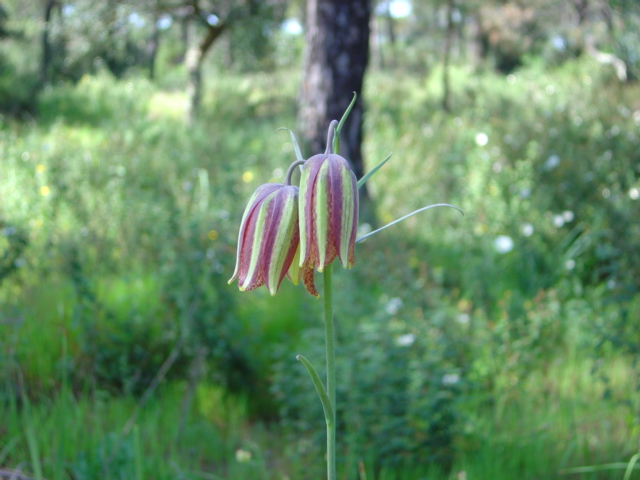